# La Bonne Mort
La Bonne Mort est un conte du journaliste et homme politique français Charles Maurras publié en 1926.

## Contexte
Le conte La Bonne Mort est originellement publié dans La Cocarde des 15, 17, 18 et 19 novembre 1894,,. Il est ensuite repris dans Le Chemin de Paradis en 1895 puis publié individuellement en 1926. Il s'agit d'un « ouvrage de jeunesse de Maurras sur la tentation du suicide ».

En 1927, Maurras retranche La Bonne Mort de la réédition du Chemin de Paradis en entier du fait de « son impertinence ». Il justifie dans une note la censure qu’il s’est imposée de lui-même :
« Là florissait, Septième du Livre, ce conte de la Bonne Mort, le plus vieux du recueil, le moins bien partagé aussi, car depuis 17 ans que j’ai perdu mon ami Frédéric Amouretti, cette petite histoire n’a été comprise d’aucun de mes amis que je sache. Et moi qui l’avais crue capable d’émouvoir la réflexion, peut-être le rêve, je n’y entends presque plus rien. »

## Synopsis
Octave de Fontclare, élève du collège des Saints-Cœurs à Aigues, est un enfant très pieux qui se prépare à sa première communion mais est en proie à une violente crise spirituelle qui oppose en son âme, dans un conflit terrible, les plus violentes passions sensuelles à l’amour de Dieu.
Se croyant voué à la damnation à cause de l’attrait irrésistible qu’il éprouve pour les plus séduisantes voluptés, il avoue à son confesseur « qu’il manque de l’amour de Dieu ». Cette pensée de l’absolution, l’obsède, le torture et, pour s’assurer le salut éternel, il revêt, sur les conseils de son directeur, le scapulaire de Notre-Dame-du-Mont-Carmel. Plein de confiance dans les promesses faite par la sainte Vierge au bienheureux Simon Stock : que tous ceux qui porteraient son scapulaire au moment de leur mort seraient sauvés, Octave retrouve la paix intérieure en prétendant braver la justice divine qui ne saurait l’atteindre à travers la sauvegarde du scapulaire.

## Analyse
La Bonne Mort est dédié à Maurice Barrès. Le poème fait s'accorder « la sagesse antique qui magnifie la mort soudaine et les litanies des saints qui en proclame la terreur ». Le texte comporte une forte dimension autobiographique. Il s'agit d'une « mise en scène du suicide et une défense de la volupté comme principe de vie ». Philippe Ariès souligne que :

« Dans ces contes, Maurras voulu montrer que la volupté était mortelle : au-delà du moment de la plénitude divine de la joie, de l'amour, de la beauté, qui est aussi connaissance, l'homme n'a d'autre choix qu'entre la mort harmonieuse et la déchéance laide, douloureuse. parvenu à cette plénitude, il incline donc à "l'éternel repos",  "l'enviable tranquillité". »

Victor Nugyen ajoute que « si le suicide s'avère une issue bienheureuse, le procès est ouvert d'un christianisme purement intérieur, qui se voudrait étranger aux traditions et aux cultures chargées d'une histoire spécifique ».
Dans la préface de la réédition de 2011, Boris Cyrulnik évoque l'intérêt de Jacques Lacan, pour Charles Maurras durant sa jeunesse.